# Stelian Moculescu
Stelian Moculescu (* 6. Mai 1950 in Brașov (Kronstadt), Rumänien) ist ein rumänisch-deutscher Volleyballtrainer und ehemaliger Spieler.
Moculescu ist der erfolgreichste Volleyball-Trainer Deutschlands. Er wurde mehrfach Meister und Pokalsieger mit mehreren Vereinen. Zwischen 1997 und 2016 gewann er mit dem VfB Friedrichshafen 27 Titel: Jeweils dreizehn Mal die deutsche Meisterschaft und den DVV-Pokal sowie 2007 die Volleyball Champions League. Außerdem war er zweimal Bundestrainer der deutschen Nationalmannschaft.

## Karriere
Moculescu wuchs in einer Großfamilie in Timișoara auf. Bei Știința Timișoara begann er 1964 seine Karriere als Spieler. Mit dem Verein wurde er 1968 rumänischer Meister. Parallel dazu studierte er Hochbau und bekam dabei Probleme, weil er sich einem Vereinswechsel innerhalb der Stadt widersetzte. Daher durfte er ein Jahr lang nicht für die rumänische Nationalmannschaft spielen, für die er insgesamt 30 Länderspiele absolvierte. 1970 ging er zu Rapid Bukarest. Seit München als Austragungsort der Olympischen Spiele 1972 feststand, fasste der von der Familie antikommunistisch geprägte Spieler den Plan, aus Rumänien zu fliehen. Die Nationalmannschaft qualifizierte sich im letzten Moment für das Turnier. Am Morgen des 11. September 1972 flüchtete Moculescu mit Hilfe des deutschen Bundestrainers Manfred Kindermann über Zirndorf zum Bundesgrenzschutz nach Walsrode, wo sechs Tage später sein Asylantrag genehmigt wurde.
In Deutschland spielte er zunächst eine Saison beim USC Münster. 1973 wechselte er zum TSV 1860 München. 1977 wurde er dort Spielertrainer. Mit einer jungen Mannschaft gewann er in der Saison 1977/78 den DVV-Pokal und die deutsche Meisterschaft. Ein Jahr später verteidigten die Münchener den Pokal erfolgreich und 1980 gab es das zweite Double. 1981 war Moculescu kurze Zeit bei Tyrolia Wien aktiv und gewann dort ebenfalls Pokal und Meisterschaft. Anschließend agierte er beim VC Passau als Spielertrainer und schaffte dort 1982 im Finale gegen Gießen den nächsten Pokalsieg. 1983 kehrte er nach Wien zurück und wurde zugleich Landestrainer in Bayern. 1987 übernahm er nach 55 Länderspielen für Deutschland als Nachfolger von Zbigniew Jasiukiewicz das Amt des Bundestrainers, das er zunächst bis 1990 innehatte. Danach wurde er wieder Vereinstrainer. Mit dem TSV Milbertshofen gewann er 1991 die Meisterschaft. Danach entschied sich der Verein, die Volleyball-Abteilung aufzulösen. Moculescu wechselte mit der Mannschaft zum ASV Dachau. Die Erfolge blieben dort zunächst aus. Dann bildete der Trainer aus Spielern, die an anderen Orten Enttäuschungen erlebt hatten, ein neues Team, das 1995 im Finale gegen den SV Bayer Wuppertal deutscher Meister wurde. 1996 gelang Dachau die Titelverteidigung und 1997 gewann der Verein den DVV-Pokal. Außerdem erreichte Dachau in der Saison 1995/96 das Finale der Volleyball Champions League gegen Las Daytona Modena.
1997 wechselte Moculescu zum VfB Friedrichshafen. Mit dem Verein vom Bodensee gelang ihm in den ersten beiden Spielzeiten 1997/98 und 1998/99 gleich das Double aus Meisterschaft und DVV-Pokal. In der Champions League erreichte Friedrichshafen 1999 den dritten Rang. Im Januar 1999 übernahm Moculescu parallel zu seiner Tätigkeit in Friedrichshafen zum zweiten Mal das Amt des Bundestrainers und führte Deutschland gleich zum Titelgewinn bei der Universiade 1999. In der Saison 1999/2000 wurde er mit Friedrichshafen erneut Meister und erreichte das Endspiel der Champions League gegen Sisley Treviso. In den nächsten beiden Jahren folgten zwei weitere Doubles mit dem Verein. Im DVV-Pokal blieb Friedrichshafen bis zum Pokalsieg 2008 ungeschlagen. In der Bundesliga-Saison 2002/03 schied der Titelverteidiger hingegen im Playoff-Halbfinale aus und ein Jahr später wurde Friedrichshafen Vizemeister. 2005, 2006 und 2007 jeweils gegen evivo Düren, 2008 und 2011 gegen den SCC Berlin sowie 2009 und 2010 gegen Generali Haching sammelte Moculescu am Bodensee weitere Meistertitel. Seinen größten Erfolg als Vereinstrainer schaffte er in der Champions League 2006/07, die Friedrichshafen mit einem Finalsieg gegen Tours Volley-Ball als erster deutscher Verein gewann. In Anerkennung seiner Verdienste um den Volleyball erhielt Moculescu 2007 den Volleyball-Award des DVV. Außerdem wurde er von der CEV zu Europas Trainer des Jahres ernannt.
Mit der deutschen Nationalmannschaft erreichte Moculescu bei der Europameisterschaft in Tschechien den neunten Rang und bei der EM 2003 in Berlin den siebten Platz. Die Weltmeisterschaft 2006 in Japan beendete Deutschland auf dem elften Platz. Erfolgreicher war die DVV-Auswahl bei der EM 2007 in Russland als Fünfter. Unter seiner Leitung gelang zum ersten Mal seit 1972 die Teilnahme an dem olympischen Volleyballturnier, das Deutschland in 2008 in Peking auf dem neunten Platz abschloss. Danach trat Moculescu als Bundestrainer zurück. Im November desselben Jahres übernahm er die rumänische Männer-Nationalmannschaft, die er 2010 und 2011 ins Final Four der Europaliga brachte. Im April 2012 beendete er diese Tätigkeit.
Mit dem VfB Friedrichshafen gewann Moculescu 2012 gegen Haching erneut den DVV-Pokal. In der Bundesliga musste er sich den Berlinern geschlagen geben, die 2013 und 2014 im Endspiel den VfB besiegten. Das Pokalfinale 2014 entschied Friedrichshafen jedoch für sich. In der Saison 2014/15 gab es wieder das Double für Moculescus Mannschaft. Im DVV-Pokal 2015/16 musste sich der Titelverteidiger im Viertelfinale den United Volleys Rhein-Main geschlagen geben. In der Finalserie der Meisterschaft setzten sich die BR Volleys in drei Spielen durch. Mit der abschließenden Partie in Berlin beendete Moculescu wie zuvor geplant vorerst seine Karriere als Trainer. Im Januar 2017 wurde er als Cheftrainer für die Beachvolleyball-Teams des Österreichischen Volleyballverbands vorgestellt. Im Februar 2018 kehrte er in die deutsche Volleyball-Bundesliga zurück und wurde als Nachfolger von Luke Reynolds Trainer bei den Berlin Recycling Volleys, mit denen er im Mai Deutscher Meister wurde.

## Erfolge

### Als Spieler
- Rumänischer Meister: 1968
- 5. Platz bei den Olympischen Spielen 1972 in München
- Deutscher Meister: 1975
- Deutscher Pokalsieger: 1973, 1975

### Als Trainer
- Universiade-Sieger: 1999 in Spanien
- 5. Platz bei der Europameisterschaft 2007 in Russland
- Champions-League-Sieger: 2007, Zweiter 1996 und 2000, Dritter 1999
- Deutscher Meister (19): 1978, 1980, 1991, 1995, 1996, 1998, 1999, 2000, 2001, 2002, 2005, 2006, 2007, 2008, 2009, 2010, 2011, 2015, 2018
- Deutscher Pokalsieger (19): 1978, 1979, 1980, 1982, 1990, 1997, 1998, 1999, 2001, 2002, 2003, 2004, 2005, 2006, 2007, 2008, 2012, 2014, 2015
- Österreichischer Meister: 1981, 1984, 1985
- Österreichischer Pokalsieger: 1983, 1984

## Auszeichnungen
- Volleyball-Award des DVV 2007[6]
- Europas Trainer des Jahres, CEV 2007[7]
- Ehrenbrief der Stadt Friedrichshafen 2007[11]
- Verdienstmedaille des Landes Baden-Württemberg 2008[12]
- Berlins Trainer des Jahres 2018

## Öffentliche Wahrnehmung und Positionen
Moculescu wird häufig als strenger Trainer beschrieben, der sportlich und im Umfeld ehrgeizige Leistungen fordert. Er wandte sich gegen „Unruheherde“ und wollte nicht „mit Unfähigen arbeite[n]“, wobei er sich auch Nationalspielern widersetzte. In Dachau fragte er beispielsweise: „Was soll ich mit einem, der sich auswechseln läßt, weil ihm der Ball ins Gesicht geflogen ist?“ Außerdem forderte er mehr öffentliche Aufmerksamkeit für Volleyball, vor allem im Fernsehen. Um das zu erreichen, nahm er auch die Vereine in die Pflicht, die aus dem „Turnhallenmief“ herauskommen müssten.